# Halberstädter Straße 113, 113a

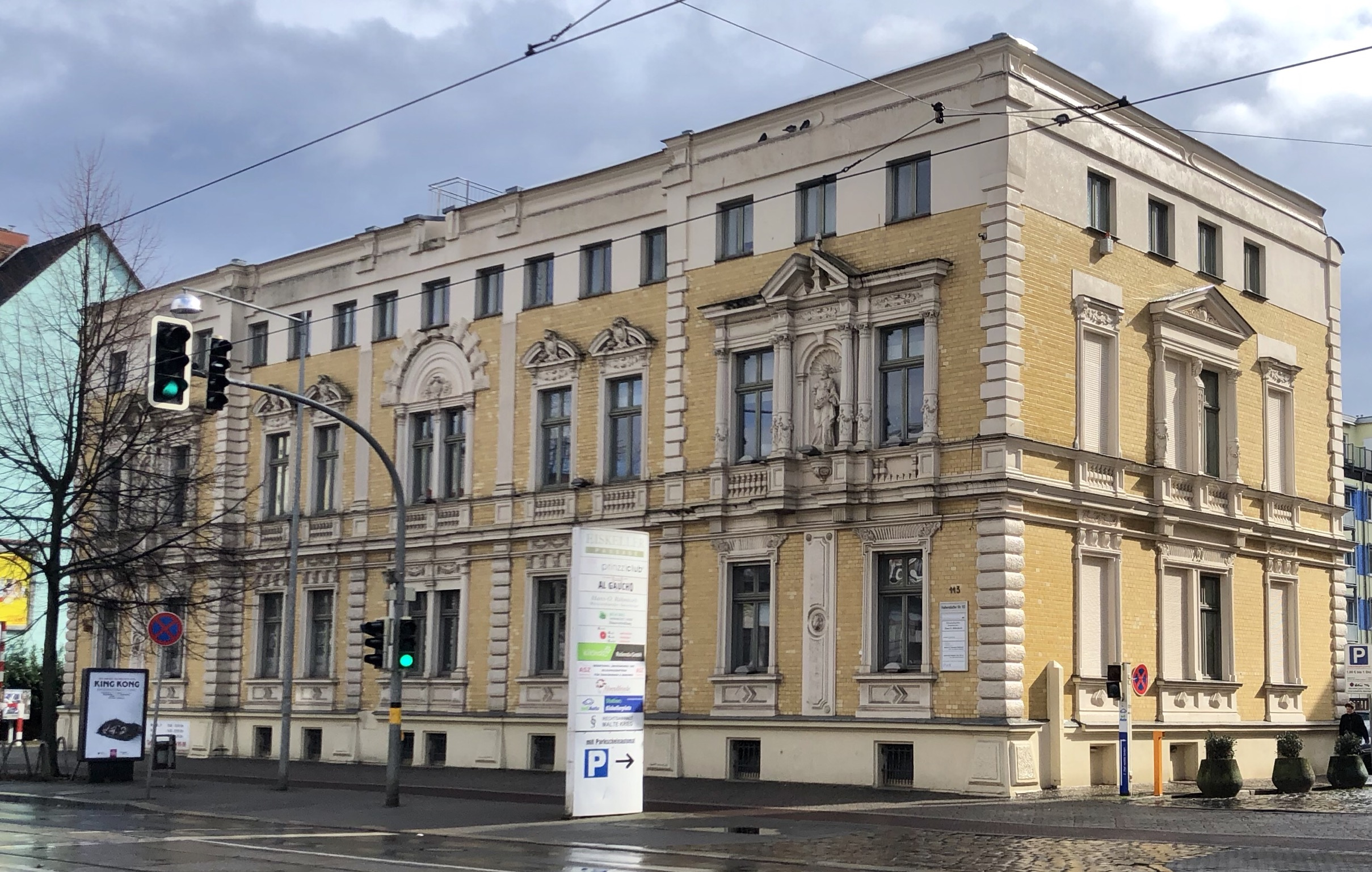
Haus Halberstädter Straße 113, 2019

Das Gebäude Halberstädter Straße 113, 113a ist eine denkmalgeschützte Villa im Magdeburger Stadtteil Sudenburg in Sachsen-Anhalt.

## Lage
Sie befindet sich auf der Südseite der Halberstädter Straße gegenüber der Einmündung der Rottersdorfer Straße in einer das Straßenbild prägenden Lage.

## Architektur und Geschichte
Die zweigeschossige Villa wurde im Jahr 1881 vermutlich durch den Architekten Max Behrendt für den Fabrikanten Ferdinand Steffens errichtet. Steffens war Inhaber der Zichorien- und Schokoladenfabrik Müller und Weichsel Nachf., die ab 1914 als Dom-Chokolade-Fabrik Gebr. Steffens & Co. firmierte. Das Firmengelände erstreckte sich unmittelbar hinter der Villa, Teile der Fabrikgebäude sind erhalten geblieben. An der Nordseite der Villa befand sich zunächst ein Garten mit einer Fontäne.
Die Villa wurde repräsentativ im Stil italienischer Palazzo gestaltet und ist zur Straße hin zehnachsig breit gelagert. Die beiden mittleren Achsen sind eng zusammengefasst und waren ursprünglich von einem Giebel überspannt. Links und rechts bestehen jeweils zweiachsige flache Seitenrisalite. Der quaderförmige mit Klinkern errichtete symmetrische Bau wird von einem Flachdach bedeckt. Der Gesimsbereich wurde als Kranzgesims besonders hervorgehoben. Im Mezzanin wurden später anstelle von Lüftungsöffnungen weitere Fenster eingefügt und der Traufbereich durch Entfernung des Kranzgesims verändert, wodurch das ursprüngliche Erscheinungsbild architektonisch beeinträchtigt wurde. An den Gebäudeecken besteht eine kräftiger ausgeführte Quaderung. Die üppigen Verzierungen sind im Stil der Neorenaissance und des Neobarock gestaltet. Die Fensteröffnungen der Seitenrisalite sind ädikulaartig gerahmt. Das Säulendekor ist prächtig gestaltet. Außerdem bestehen dort im Obergeschoss Nischen, in denen sich Figuren befinden, die die Fruchtbarkeit und den Überfluss darstellen. Oberhalb der Fenster sind Sprenggiebel angeordnet. 
Beim Bau der Villa wurde vermutlich das Kellergewölbe eines Vorgängerbaus, einer 1830 errichteten Zichorienfabrik, einbezogen. Der Keller eines Seitenflügels ist aus Kreuzgratgewölben und Gurtbögen aus Ziegeln erstellt. Im Gebäudeinneren besteht ein großes Treppenhaus mit bemerkenswertem Geländer aus Gusseisen. 
Die Villa gilt als industriegeschichtlich bedeutsam und wichtiges Zeugnis der Magdeburger Nahrungsmittelindustrie.
Im örtlichen Denkmalverzeichnis ist die Villa unter der Erfassungsnummer 094 82689 als Baudenkmal verzeichnet.